# Хауг Еркингер фон Рехберг
Хауг Еркингер фон Рехберг (на немски: Haug Erkinger von Rechberg, zu Rechberghausen; † 12 април 1596) е благородник от швабски род „Рехберг“, господар в Рехбергхаузен в регион Щутгарт.

## Произход
Той е вторият син, от десетте деца на Йохан (Ханс) III фон Рехберг († 1574) и съпругата му Маргарета Анна фон Рехберг († 1572), дъщеря на Еркингер фон Рехберг († 1525/1527) и Доротея фон Хюрнхайм († 1529). Внук е на рицар Албрехт фон Рехберг († 1510), господар на Илерайхен, и правнук на Гауденц фон Рехберг († 1460). Брат е на Ханс Гебхард фон Рехберг († 1619) и Каспар Бернхард I фон Рехберг († 1605) са издигнати на 11 март 1601 г. в Прага на имперски фрайхер фон Рехберг.
През 1568 г. баща му построява новия дворец в Донцдорф и се нанася в него.

## Фамилия
Хауг Еркингер фон Рехберг се жени през 1579 г. за Сузана фон Велден († сл. 1579), дъщеря на Михаел фон Велден и Анна фон Вестерщетен. Те имат децата:
- Ханс Михаел фон Рехберг цу Унтервалдщетен (* 1580; † 14 януари 1635), женен за Сабина фон Кьонигсфелд († 1632), дъщеря на Йохан Улрих фон Кьонигсфелд и Сабина фон Рорбах
- Себастиан Еркингер († сл. 1580, млад)
- Маргарета Анна († сл. 1580, млада)
- Албрехт Ернст I фон Рехберг цу Рехбергхаузен (* 10 май 1583, Рехбергхаузен; † 28 август 1637), женен за Анна Мария Фьолин фон Фрикенхаузен (* 27 ноември 1588; † 9 август 1664), дъщеря на Карл Фьолин фон Фрикенхаузен, фрайхер цу Илертисен и Нойбург